# أندرياس ديتمير
أندرياس ديتمير (Andreas Dittmer) هو لاعب أولمبي لرياضة كانو-كاياك من ألمانيا. شارك في الأولمبياد الصيفي في 1996–2004، وفاز بما مجموعه 5 ميداليات.

## الميداليات
| ذهب | فضة | برونز | المجموع |
| 3   | 1   | 1     | 5       |

## روابط خارجية
- أندرياس ديتمير على موقع أوليمبيديا (الإنجليزية)